# Politique européenne de développement durable
 (7 octobre 2017).
Le processus d'unification économique et politique de l'Europe, qui a abouti en 1993 à l'Union européenne, puis en 2002, à la mise en œuvre d'une union économique et monétaire, avec une monnaie commune, l'euro, s'est accompagné, dans la même période, d'initiatives et de mesures réglementaires, moins spectaculaires, mais non moins importantes, sur d'autres thématiques comme l'environnement, ou la recherche et développement, touchant directement au développement durable.

## Historique

### Émergence des préoccupations environnementales dans lesannées 1970
On peut dater l'émergence de la préoccupation environnementale des années 1970, avec les deux chocs pétroliers de 1973 et de 1979.
C'est aussi dans cette période que le sommet de la Terre de Stockholm de 1972 commence à faire émerger des formules comme celle de René Dubos : « penser global, agir local ».
C'est en 1974 qu'un candidat de sensibilité écologique, René Dumont, se présente pour la première fois à l'élection présidentielle en France. La création du premier ministère de l'environnement en France date de janvier 1971.
Enfin, les courbes d'évolution de l'empreinte écologique fournies par le WWF permettent de vérifier a posteriori que c'est bien vers le milieu des années 1970 que l'empreinte écologique globale de la Terre commence à dépasser la capacité biologique de notre planète à régénérer les ressources naturelles dont l'humanité a besoin et que les générations futures attendent.

### L'Acte unique européen-1986
En 1986, on décide d'accélérer l'intégration économique des Communautés européennes, par l'Acte unique européen. Celui-ci va prendre un ensemble de décisions structurantes permettant d'unifier les Communautés européennes (CEE, CECA, Euratom), qui impacteront profondément la politique environnementale de l'Europe :
Tout d'abord, l'Acte unique transfère des compétences à la CEE dans les trois domaines suivants :
- L'environnement,
- La recherche et développement,
- La politique étrangère.

Ensuite, il décide d'institutionnaliser les réunions du Conseil européen, qui auront lieu dorénavant deux fois par an.

### Traité de Maastricht, l'Union européenne-1992: vers l'euro
L'application du traité de Maastricht en 1992, a eu pour conséquence de regrouper les actions de l'Union européenne en trois piliers. La mise en œuvre d'une monnaie unique s'est faite par la transition des devises nationales vers l'euro, à partir de 1999, pour aboutir début 2002 à l'Union économique et monétaire dans la zone euro.
L'étape d'intégration est importante, car les réglementations environnementales commencent à apparaître dans la législation européenne, laquelle a une valeur juridique supérieure à celle des lois nationales des États membres, en vertu de la hiérarchie des normes juridiques.
L'environnement apparaît dans le septième considérant du traité de Maastricht :
« Déterminés à promouvoir le progrès économique et social de leurs peuples, dans le cadre de l'achèvement du marché intérieur et du renforcement de la cohésion et de la protection de l'environnement, et à mettre en œuvre des politiques assurant des progrès parallèles dans l'intégration économique et dans les autres domaines, ».
Le traité de Maastricht inclut un article 3 B mentionnant le principe de subsidiarité, tandis que le traité instituant la Communauté européenne (traité CE) inclut ce même principe dans l'article 5. Un protocole plus détaillé sur ce même principe a été annexé au traité CE, au moment de la signature du traité d'Amsterdam en 1997.

### Traité d'Amsterdam-1997
C'est dans le traité d'Amsterdam que l'expression développement durable apparaît pour la première fois dans un traité européen, dans le septième considérant :
« Déterminés à promouvoir le progrès économique et social de leurs peuples, compte tenu du principe du développement durable et dans le cadre de l'achèvement du marché intérieur, et du renforcement de la cohésion et de la protection de l'environnement, et à mettre en œuvre des politiques assurant des progrès parallèles dans l'intégration économique et dans les autres domaines, »
Tous les domaines du premier pilier de l'Union européenne sont très concernés par les objectifs de développement durable. Dans ce pilier, la méthode communautaire s'applique, les décisions peuvent être prises à la majorité et non plus seulement à l'unanimité.
Le traité d'Amsterdam introduit un article 16 dans le traité CE, avec la notion de service d'intérêt économique général. La notion de Service d'intérêt général ne figure pas dans le traité CE.
Ce traité reprend le protocole sur le principe de subsidiarité annexé au traité instituant la Communauté européenne la même année.
Le traité d'Amsterdam a été mis en application le 1er janvier 1999.

### Stratégie de Lisbonne-2000
Dans la continuation de l'Acte unique et du traité de Maastricht, les chefs d'État et de gouvernement européens ont décidé en 2000, au Conseil européen de Lisbonne, de lancer l'Union européenne dans une stratégie de société de l'information.
En décembre 2000, la charte des droits fondamentaux de l'Union européenne, sans valeur contraignante sur le plan juridique, mentionne le principe du développement durable (article 37 sur la protection de l'environnement).

### Conseil européen de Göteborg-2001
Il faut remarquer que l'année suivante, le Conseil européen de Göteborg (2001) a confirmé cette stratégie tout en changeant le nom : on parle plutôt de société de la connaissance, ou d'économie de la connaissance.
Il s'agit en outre d'intégrer les objectifs de développement durable dans les politiques des États membres.

### Sommet de la Terre (2002)
Au sommet mondial de Johannesburg (2002), les États européens s'étaient accordés sur l'objectif de reconstitution des ressources halieutiques d'ici 2015. Une étude du centre de recherches Océan du futur de Kiel, publiée en 2010, a néanmoins montré qu'avec les plafonds actuels fixés par la politique commune de la pêche, cet objectif ne serait pas atteint avant 2030. Pour 12 espèces dont le cabillaud, le carrelet et le flétan, le niveau des stocks est tellement faible que même l'arrêt total et immédiat de la pêche pour ces poissons ne permettra pas leur reconstitution d'ici 2015.

### Vers le Sommet de Rio (2012)
Sans préfigurer le positionnement de l'Union Européenne à ce prochain Sommet, le CES Européen a d'ores et déjà proposé ses clefs de lecture dans un avis d'initiative.

### Actualités récentes (2024-2025)
Depuis 2024, la mise en œuvre du Pacte vert pour l’Europe  rencontre de nombreux défis politiques. À la suite des élections européennes de juin 2024, qui ont été marqué par une progression notable des partis conservateurs, plusieurs projets phares du Pacte, notamment la loi sur la restauration de la nature et l’interdiction de vente des moteurs thermiques à partir de 2035, font l'objet de remises en question. Réelue à la tête de la Commission européenne, Ursula von der Leyen a dû tempérer l’ambition de l’acte II du Pacte vert afin de répondre à ces nouvelles pressions politiques.
Par ailleurs, la crise énergétique déclenchée par la guerre en Ukraine continue d’influencer les priorités environnementales de l'Union. Le plan REPowerEU, lancé en 2022, vise à réduire la dépendance européenne aux énergies fossiles russes, mais il a aussi entraîné une réorientation temporaire vers le gaz naturel, ralentissant certaines avancées dans les énergies renouvelables.

## Mise en œuvre de la stratégie

### Les programmes communautaires d'action pour l'environnement
L'Union européenne a depuis presque quarante ans organisé son action stratégique environnementale dans le cadre de programmes d'action communautaire pour l'environnement.
Comme l'indique la sénatrice Serge Vinçon, « les premières actions communautaires en faveur de l'environnement ont débuté en 1972, dans le cadre de quatre programmes d'action successifs. Durant cette période, la Communauté a adopté près de deux cents actes législatifs, fixant essentiellement des normes minimales à respecter par les États membres, qu'il s'agisse de gestion des déchets, d'émission de polluants dans l'air ou de qualité des eaux. La matière se prête en effet aisément à une démarche quantitative comme moyen d'apprécier son caractère qualitatif (...). En 1992, le traité sur l'Union européenne confère, à l'environnement, le rang de politique. La première période normative et sectorielle est dépassée. » Le cinquième programme d'action pour l'environnement marque un nouveau passage  « de la norme à la stratégie Intitulé « Vers un développement soutenable », ce programme a posé les principes d'une stratégie européenne volontariste pour la période 1992-2000 et a marqué le début d'une action communautaire horizontale, tenant compte de tous les facteurs de pollution dans tous les secteurs d'activités (industrie, énergie, tourisme, transports, agriculture...). »
Le 6e PAE en cours qui s'achèvera au terme d'une décennie en 2012 a permis de donner une certaine cohérence à l'action de développement durable axé sur quatre grands domaines d'action prioritaires :
- le changement climatique,
- la santé et l'environnement,
- la nature et la diversité biologique
- et la gestion des ressources naturelles.

Citons aussi la charte des Objectifs du millénaire pour le développement signée en 2000 par les États membres de l'ONU.

### Donnéesnécessaires au pilotage
La directive INSPIRE concerne la mise en cohérence des données géographiques, notamment les métadonnées utilisables pour la couverture géographique du territoire (voir Dublin Core).

### Processus de décision
Le développement durable concerne en grande partie le premier pilier de l'Union européenne, qui fonctionne selon la méthode communautaire en vertu des accords signés depuis le traité de Maastricht (1993). La Commission européenne a donc le monopole du droit d'initiative. Une décision-cadre a été promulguée en 2003 sur la protection pénale de l'environnement, qui reproduisait pour l'essentiel la Convention du Conseil de l'Europe signée en 1999. Toutefois, elle a été annulée par la Cour de justice des communautés européennes le 13 septembre 2005, la CJCE considérant que l'initiative en revenait à la Commission européenne et non au Conseil européen : c'est donc vers la voie d'une communautarisation du droit pénal concernant l'environnement que la CJCE a orienté sa décision. Une directive devrait donc reprendre le contenu de la décision-cadre de 2003.
Le Conseil européen a révisé la stratégie générale concernant le développement durable en juin 2006 .

### Stratégies nationales de développement durable dans les États membres
Chaque État membre est tenu de définir une stratégie nationale de développement durable (SNDD).
En France, le Comité interministériel pour le développement durable (CIDD) est chargé de définir, de mettre en œuvre cette stratégie, en liaison avec un Conseil national de développement durable (CNDD), comprenant des représentants de la société civile.
D'autre part, chaque ministère nomme un haut fonctionnaire de développement durable (HFDD), chargé de veiller, dans son domaine de compétence, à la mise en œuvre de la SNDD.
Cette stratégie se décline dans les régions et dans tous les secteurs économiques ou domaines d'action publique (éducation,…).

### Entreprises: Livre vert sur la responsabilité sociétale
Pour ce qui concerne les entreprises, la Commission européenne a publié en juillet 2001 un Livre vert sur la Responsabilité sociétale des entreprises, donnant un ensemble de lignes directrices sur la réglementation à appliquer par les entreprises en rapport avec le développement durable.

### Données environnementales
L'agence européenne de l'environnement a mis en œuvre un thésaurus de données environnementales pour l'élaboration des politiques publiques : GEMET (EIONET).
Sur le plan informatique, ce thésaurus utilise des métadonnées. Il est élaboré en fonction des lignes directrices du projet MIReG (Management Information Resources for eGovernment), qui a pour objectif d'établir un framework de métadonnées pour les États membres de l'Union européenne.

### Plan climat
L'Union européenne a défini en 2008 un plan climat, appelé plan climat-énergie.

## Évaluation de la politique européenne de développement durable
Selon plusieurs chercheurs, tels S. Baker, J. Barry, et C. Rootes, la conception du développement durable qui prévaut au sein de l'Union européenne serait plutôt de type durabilité faible, c'est-à-dire qu'elle considère que le capital naturel et le capital humain sont substituables.

## Sources

## Compléments